# 火巨人

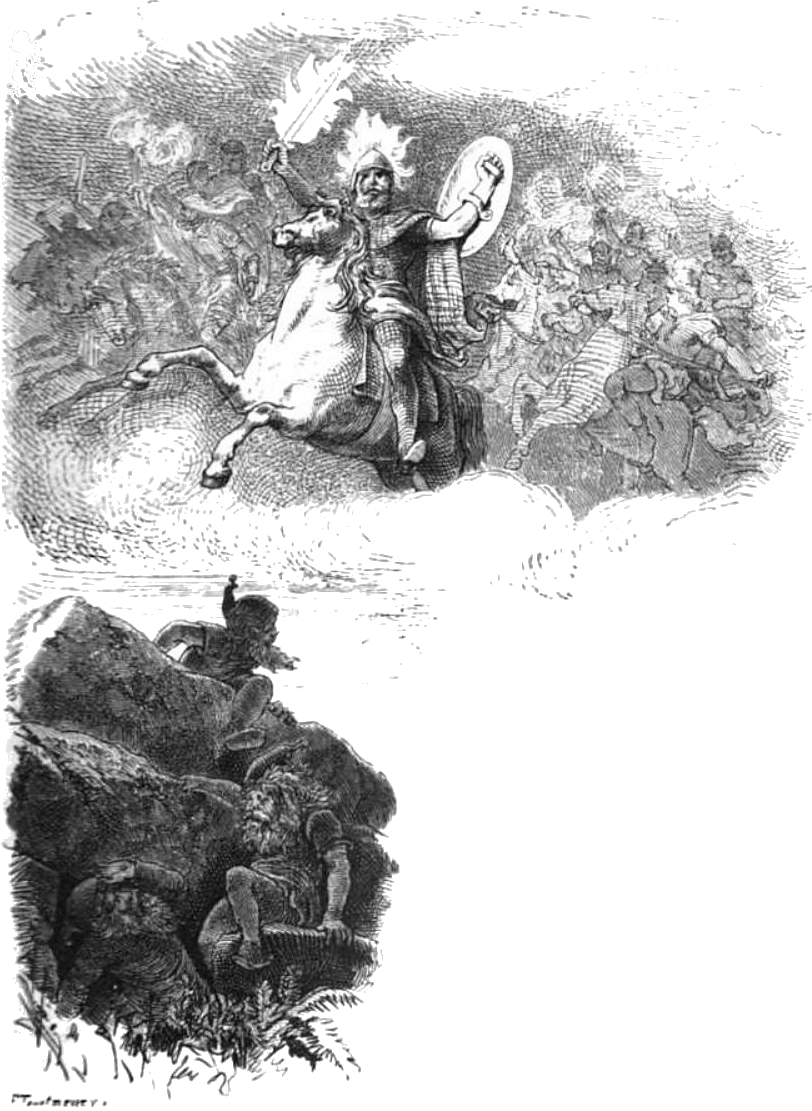
以史尔特尔为首的火巨人部队正在进军。

火巨人（英文：Fire Giant）也叫穆斯佩（muspell）是北欧神话里登场的巨人种族，是在穆斯貝爾海姆的居民，其名“穆斯佩”本身有“审判日”和“世界终末”的意思。其身体能承受穆斯貝爾海姆的高温。火巨人与神的冲突记载于《诗歌爱达》的《瓦夫特鲁德尼的话语》等文献，比较有名的火巨人是史爾特爾与其妻子辛摩拉。
1. ↑  池上良太. . 奇幻基地. 2011年6月3日: 138–139. ISBN 9789866275371.